# Posljednja patrola
Posljednja patrola, hrvatski dokumentarni film o Domovinskom ratu autora Dine Mataza. Na filmu je radio pet mjeseca. Neumorno je pretraživao, dovlačio ljude da bi film izgledao što bolje. Mataz kaže da je ciljao da film ostane budućim generacijama koje nikada ne smiju zaboraviti hrvatske heroje i Domovinski rat. Na snimanje ga je potaknula činjenica što se godinama dolazilo na komemoracije za Stjepana Mlakara i na tome se je sve završavalo, sve je ostalo na marginama školskih udžbenika. Također ga je osobito potaknulo i potresno svjedočenje medicinske sestre Zdenke Jurenac koja je izašla na teren i spasila život hrvatskom policajcu.
Sastavljen je od skromne arhivske građe iz medija i privatnih obiteljskih albuma te od svjedočanstava sudionika događaja. Tema filma je teroristički napad kod sela Pušine 11. kolovoza 1991. koji je bio posljednji čin pobunjenih Srba na orahovačkom području prije nego što su izbila ratna djelovanja. Već sutradan je proglašena autonomna oblast pobunjenih Srba, t.zv. SAO Zapadna Slavonija. Kraj je ostao okupiran četiri mjeseca sve do prosinca 1991. kad su u operaciji Papuk '91. oslobođena podpapučka sela.
Zatvorena pretpremijera bila je u Čačincima 29. srpnja 2020., a premijera 11. kolovoza u Četekovcu u sklopu dana sjećanja na Stjepana Mlakara.